# Białobrzegi (gromada w powiecie białobrzeskim, 1954–1957)
Białobrzegi – dawna gromada, czyli najmniejsza jednostka podziału terytorialnego Polskiej Rzeczypospolitej Ludowej w latach 1954–1972.
Gromady, z gromadzkimi radami narodowymi (GRN) jako organami władzy najniższego stopnia na wsi, funkcjonowały od reformy reorganizującej administrację wiejską przeprowadzonej jesienią 1954 do momentu ich zniesienia z dniem 1 stycznia 1973, tym samym wypierając organizację gminną w latach 1954–1972.
Gromadę Białobrzegi siedzibą GRN w Białobrzegach (wówczas wsi) utworzono – jako jedną z 8759 gromad na obszarze Polski – w powiecie radomskim w woj. kieleckim, na mocy uchwały nr 13i/54 WRN w Kielcach z dnia 29 września 1954. W skład jednostki wszedł obszar dotychczasowej gromady Białobrzegi ze zniesionej gminy Białobrzegi w tymże powiecie. Dla gromady ustalono 21 członków gromadzkiej rady narodowej.
1 stycznia 1956 gromada weszła w skład nowo utworzonego powiatu białobrzeskiego w tymże województwie.
Gromadę zniesiono 1 stycznia 1958 w związku z przekształceniem jej obszaru w miasto Białobrzegi.
Uwaga: Gromada Białobrzegi (o innym składzie) istniała również w latach 1969–72 w powiecie białobrzeskim.